# Ōmachi
Ōmachi (大町市, Ōmachi-shi?) è una città giapponese della prefettura di Nagano.